# Chlebczyn
Chlebczyn – wieś sołecka w Polsce położona w województwie mazowieckim, w powiecie łosickim, w gminie Sarnaki.
Miejscowość leży przy drodze krajowej nr 19 w odległości 1,5 km na północ od Sarnak i linii kolejowej nr 31 Siedlce – Siemianówka z przystankiem Sarnaki. We wsi funkcjonuje jednostka OSP.
Niegdyś istniała gmina Chlebczyn. W latach 1975–1998 miejscowość administracyjnie należała do województwa bialskopodlaskiego.
Wierni Kościoła rzymskokatolickiego należą do parafii św. Stanisława Biskupa i Męczennika w Sarnakach.